# ATP Ostrava
Das ATP-Turnier von Ostrava (offiziell Czech Indoor) war ein Herren-Tennisturnier in Ostrava und von 1994 bis 1998 Teil der ATP Tour.

## Geschichte
Das Turnier wurde in der ČEZ Aréna in Ostrava ausgetragen, die Spieloberfläche war Teppich. Neben dem Turnier in Prag war es das zweite Turnier, das in Tschechien ausgetragen wurde. Zwischen 2020 und 2022 fand in Ostrava ebenfalls ein Turnier der Damen statt.

## Siegerliste
In den fünf Jahren gelang es außer David Prinosil keinem Spieler, das Turnier mehr als einmal zu gewinnen. Prinosil siegte 1996 im Einzel und 1998 im Doppel an der Seite von Nicolas Kiefer.

### Einzel
| Jahr | Sieger             | Finalgegner        | Finalergebnis |
| ---- | ------------------ | ------------------ | ------------- |
| 1998 | Andre Agassi       | Ján Krošlák        | 6:2, 3:6, 6:3 |
| 1997 | Karol Kučera       | Magnus Norman      | 6:2, aufgg.   |
| 1996 | David Prinosil     | Petr Korda         | 6:1, 6:2      |
| 1995 | Wayne Ferreira     | MaliVai Washington | 3:6, 6:4, 6:3 |
| 1994 | MaliVai Washington | Arnaud Boetsch     | 4:6, 6:3, 6:3 |

### Doppel
| Jahr | Sieger                        | Finalgegner                      | Finalergebnis |
| ---- | ----------------------------- | -------------------------------- | ------------- |
| 1998 | Nicolas Kiefer David Prinosil | David Adams Pavel Vízner         | 6:4, 6:3      |
| 1997 | Jiří Novák David Rikl         | Donald Johnson Francisco Montana | 6:2, 6:4      |
| 1996 | Sandon Stolle Cyril Suk       | Ján Krošlák Karol Kučera         | 7:6, 6:3      |
| 1995 | Jonas Björkman Javier Frana   | Guy Forget Patrick Rafter        | 6:7, 6:4, 7:6 |
| 1994 | Martin Damm Karel Nováček     | Gary Muller Piet Norval          | 6:4, 1:6, 6:3 |